# Doja Cat
Doja Cat (* 21. října 1995 Los Angeles, Kalifornie) je americká zpěvačka a rapperka. Narodila se a vyrůstala v Los Angeles. Jako teenagerka začala vytvářet a vydávat hudbu na SoundCloudu. Ve věku 17 let podepsala nahrávací smlouvu RCA Records a Kemosabe Records a následně v roce 2014 vydala debutové EP Purrr!. Větší pozornosti se jí dostalo po vydání hudebního videa pro její píseň Mooo! v roce 2018. V roce 2018 vydala své debutové studiové album Amala.
V roce 2019 vydala druhé studiové album Hot Pink. Toto album obsahuje píseň Say So, která se stala hitem a následně píseň také vydala jako remix s Nicki Minaj. Píseň se umístila na první pozici v žebříčku Billboard Hot 100. 21. května s ní vyšel remix k písni In Your Eyes od kanadského zpěváka The Weeknda z jeho alba After Hours. Později v roce 2020 spolupracovala s Arianou Grande na jejím albu Positions, konkrétně na písni Motive a později se objevila s rapperkou Megan Thee Stallion v remixu skladby Ariany 34+35, která se stala její druhou skladbou, která se umístila v top 3 v žebříčku Billboard Hot 100. Její třetí píseň k dosažení top 3 se stala Kiss Me More, kterou nazpívala se zpěvačkou SZA. Píseň vyšla jako první singl z jejího třetího studiového alba Planet Her, které vyšlo 25. června 2021 a strávilo tři po sobě jdoucí týdny na pozici číslo 2 v žebříčku Billboard 200. Ve stejný den také vyšel druhý singl z alba You Right se zpěvákem The Weekndem. V roce 2023 vydala čtvrté studiové album Scarlet. Obsahuje taky písničku „Paint The Town Red“, která se umístila na žebříčku Billboard Hot 100 na prvním místě.

## Diskografie

### Alba
- Amala (2018)[1]
- Hot Pink (2019)[2]
- Planet Her (2021)[3]
- Scarlet (2023)[4]
- Vie (2025)

### EP
- Purrr! (2014)[5]